# طاهر توفیق
طاهر توفیق (به کُردی: تایه‌ر تۆفیق) (زاده ۱۳۰۱ در کوی‌سنجق – درگذشته ۱۳۶۶) موسیقی‌دان و خوانندۀ کُرد اهل عراق بود.

## زندگی
طاهر توفیق در شهر کوی‌سنجق در نزدیکی اربیل، در کردستان عراق به دنیا آمد. او به گفته خودش در دوره دبستان و سن پایین شروع به خواندن کرد.
شهرت طاهر توفیق به ترانۀ "شیرین بهاره" بازمی‌گردد که بر روی شعری از ابراهیم احمد ساخته شده‌است. این شعر شامل ۱۵ رباعی است. در آن دوران مسئولین حکومتی بعث بارها از او خواستند که این ترانه را در برنامه هایش اجرا نکند، اما طاهر توفیق برنامه‌هایش را با این ترانه آغاز می‌کرد و یا حسن ختام برنامه‌هایش همین ترانه بود.
طاهر توفیق از استادان بی‌بدیل مقام‌خوانی کُردی بود. شعرهایش را از منابع شعری شاعران بزرگی همچون حاجی قادر کویی، نالی، کُردی، صانعی، وفایی، مولوی کرد، احمد مختار جاف، دلدار، گوران، ابراهیم احمد، هژار، هیمن، شیخ رضا و ... انتخاب می‌کرد. طاهر توفیق همچنین از اشعار فولکور و اشعار خودش نیز استفاده کرده‌است.

## کتاب
مجموعه اشعار ترانه‌های خوانده‌شده توسط طاهر توفیق توسط کریم شاه‌رضا گردآوری شده و در سال ۱۳۹۵ با عنوان «گولی سه‌ربه‌ستی» (به فارسی: گُل آزادی) توسط انتشارات آمیار منتشر شده‌است.